# Marele Duce Mihail Nicolaievici al Rusiei
Marele Duce Mihail Nicolaevici al Rusiei (13 octombrie 1832 –  18 decembrie 1909) a fost al patrulea fiu și al șaptelea copil al Țarului Nicolae I și a Charlottei de Prusiei.

## Biografie
În ziua botezului său, Nicolae I a acordat copilului ordinele Sfântul Andrei, Alexandru Nevski, Vulturul Alb, Sfânta Anna (clasa 1), Sf. Stanislav (clasa 1). În plus, i s-a dat comanda unui batalion al unui regiment de grenadieri călare. A crescut într-o familie armonioasă, departe de eticheta strictă impusă de Curtea Imperială din Sankt-Petersburg.

### Căsătorie
La 28 august (16 august stil vechi) 1857 s-a căsătorit cu Cecile de Baden la palatul de iarnă din Sankt Petersburg. Soția sa a trecut la religia ortodoxă și și-a luat numele de Olga Feodorovna. Ea era fiica cea mică a Marelui Duce Leopold de Baden. Cuplul a avut 7 copii: 
1. Marele Duce Nicolai Mihailovici al Rusiei  (1859 – 1919)
2. Marea Ducesă Anastasia Mihailovna a Rusiei  (1860 – 1922)
3. Marele Duce Mihail Mihailovici al Rusiei  (1861 – 1929)
4. Marele Duce George Mihailovici al Rusiei  (1863 – 1919)
5. Marele Duce Alexandru Mihailovici al Rusiei  (1866 – 1933)
6. Marele Duce Serghei Mihailovici al Rusiei (1869 – 1918)
7. Marele Duce Alexei Mihailovici al Rusiei  (1875 – 1895)

Trei dintre fiii Marelui Duce au fost executați de revoluționari bolșevici, unul la 18 iulie 1918 și doi la 30 ianuarie 1919. Prin educația lor, cei șase fii ai Marelui Duce Mihail nu au fost foarte apreciați de membrii familiei imperiale. Ei erau considerați ca intelectuali liberali, bărbați cu caracter romantic, dar educat, atrași de opiniile politice liberale din Europa de Vest. Fiul cel mare, Nicolai Mihailovici, a fost Doctor honoris causa în istorie și filosofie. George Mihailovici  a fost un excelent numismat și autor a multor lucrări pe acest subiect. Serghei Mihailovici a fost interesat de matematică și fizică și Alexei Mihailovici a fost pasionat de tehnologie. El a fost fondatorul aviației civile și militare din Rusia imperială. De asemenea, Alexei era pasionat și de filatelie..